# Beauregard (Thionville)
Pour les articles homonymes, voir Beauregard.
Beauregard est un quartier de la commune française de Thionville dans le département de la Moselle et la région Grand Est. Il compte 2 400 habitants en 2012.

## Géographie
Beauregard est situé dans le sud-est du territoire communal thionvillois, ainsi qu'au sud du centre-ville. Il est traversé par la rivière de la Moselle.

## Toponymie
- Anciennes mentions : Borggart (xve siècle), Borgard (1733)[1].
- En francique lorrain : Borggard[2] et Borga. Pendant l'annexion allemande, le quartier est renommé Burggarten.

## Histoire
Vers 1817, Beauregard est un hameau composé de maisons éparses.
En 1828 le faubourg de Beauregard est séparé du centre-ville par une foule de petits jardins bien soignés : les habitants de Thionville viennent s'y délasser des travaux de la journée. À cette époque le quartier compte trente-et-une maisons, il inclut également deux brasseries : celles de M. Poulmaire et de M. Néron. On y emploie non seulement tous les procédés perfectionnés de fabrication, mais aussi tous les moyens d'économiser et d'accélérer les mains-d'œuvre.
MM. Poulmaire et Néron, séparés pour cette industrie, se sont réunis pour l'exploitation d'une tannerie importante,  dont les produits ont commencé à être livrés au commerce en 1827. À la même époque, Beauregard est traversé par le canal de  la Fensch, dont les eaux sont employées à l'usage des brasseries et des tanneries. Par ailleurs, il n'est pas entièrement à l'abri des invasions de la Moselle.

## Démographie
| 1900 | 2012  |
| ---- | ----- |
| 899  | 2 400 |

## Édifices civils et religieux
- Église Saint-Joseph, de style néo-gothique, érigée entre 1867 et 1869. Un nouveau clocher est construit en 1899[6].
- Viaduc de Beauregard (1974), situé sur l'autoroute A31[7].